# Hu Jia
Hu Jia (em chinês simplificado: 胡佳; pinyin: Hú Jiā; Pequim, República Popular da China, 25 de julho de 1973) é um activista chinês defensor dos direitos humanos e dissidente político. Estudou informática em Pequim. Foi detido em 27 de dezembro de 2007, junta mente com a sua mulher Zeng Jinyan. Ambas as detenções - segundo informações da Amnistia Internacional - foram parte da campanha de repressão que o governo chinês levou a cabo contra os defensores dos direitos humanos antes dos Jogos Olímpicos de 2008. No momento da sua detenção, Hu Jia estava gravemente doente com hepatite.
Segundo destaca o Parlamento Europeu, "Hu Jia e a sua esposa, Zeng Jinyan, manifestaram-se contra as violações dos direitos humanos que cometeram na China nos últimos anos e passaram longo tempo sob prisão domiciliária".
Em 3 de abril de 2008 foi sentenciado a três anos e meio de cárcere. A sentença ainda aumentou a tensão internacional após os distúrbios criados pelos protestos pró-independência do Tibete. O tribunal apresentou como provas "a publicação de artigos dentro e fora da China e a aceitação de entrevistas com a imprensa estrangeira". Foi libertado em 26 de junho de 2011.
Em 2006, a revista Time considerou Zeng Jinyan um dos mil "heróis e pioneiros" do mundo. Em 2007, o casal recebeu o prémio especial "China" da ONG Repórteres sem Fronteiras.
Em 23 de outubro de 2008 o Parlamento Europeu atribuiu-lhe o prestigiado Prémio Sakharov dos direitos humanos.